# Кен Салазар
Кеннет Лі «Кен» Салазар (англ. Kenneth Lee «Ken» Salazar; нар. 2 березня 1955, Аламоса, Колорадо) — американський політик з Демократичної партії. Представник штату Колорадо в Сенаті США з 2005 до 2009 і був міністром внутрішніх справ в адміністрації Барака Обами з 2009 до 2013.
1981 року отримав ступінь доктора права в Університеті Мічигану і почав кар'єру адвоката. 1998 року він був обраний генеральним прокурором Колорадо.
Має латиноамериканське походження. Був одним з найбільш консервативних демократів у Сенаті, тому його позиція іноді робила його непопулярним у лівих колах.
Католик. Одружений, має двох доньок.